# باولو سيرجيو (لاعب كرة قدم مواليد 1981)
باولو سيرجيو (بالبرتغالية: Paulo Sérgio Ferreira Gomes‏) (21 يوليو 1981 في البرازيل - ) هو لاعب كرة قدم برازيلي في مركز الوسط. لعب مع موريرينسي ونادي أكاديميكا كويمبرا ونادي الاتفاق ونادي بيرا مار ويو دي ليريا ونادي فيتوريا إي إس وAyia Napa FC ‏ وAEK Kouklia ‏ وF.C. Amares ‏ ونادي سلاغور الثاني ‏ وVilaverdense FC ‏.

## وصلات خارجية
- باولو سيرجيو (لاعب كرة قدم) على موقع قاعدة بيانات كرة القدم.إي يو (الإنجليزية)
- باولو سيرجيو (لاعب كرة قدم) على موقع Soccerway.com (الإنجليزية)